# Rhicnoderma
Rhicnoderma is een geslacht van rechtvleugeligen uit de familie Romaleidae. De wetenschappelijke naam van dit geslacht is voor het eerst geldig gepubliceerd in 1889 door Gerstaecker.

## Soorten
Het geslacht Rhicnoderma omvat de volgende soorten:
- Rhicnoderma basalis Bruner, 1907
- Rhicnoderma humilis Rehn, 1905
- Rhicnoderma olivacea Gerstaecker, 1889